# Chrystoforiwka
Chrystoforiwka (ukrainisch Христофорівка; russisch Христофоровка Christoforowka) ist eine Siedlung städtischen Typs im Westen der ukrainischen Oblast Dnipropetrowsk mit etwa 1400 Einwohnern (2015).

## Geographie
Chrystoforiwka befindet sich im Westen des Rajon Krywyj Rih, unweit der Grenze zur Oblast Kirowohrad und Oblast Mykolajiw 36 km nordwestlich des Stadtzentrum von Krywyj Rih. Die Ortschaft liegt am Fluss Bokowenka, der über den Bokowa (bzw. den Karatschuniwka-Stausee) in den Inhulez abfließt. Der Bokowenka ist am Ort zum Chrystoforiwka-Stausee angestaut.

## Geschichte
Die in den 30er Jahren des 19. Jahrhunderts gegründete Siedlung wurde am 13. August 1941 von Truppen der Wehrmacht besetzt und im März 1944 von Truppen der Roten Armee befreit. Seit dem 12. April 1958 hat Chrystoforiwka den Status einer Siedlung städtischen Typs.

## Verwaltungsgliederung
Am 12. Juni 2020 wurde die Siedlung ein Teil der neugegründeten Landgemeinde Losuwatka, bis dahin bildete sie die gleichnamige Siedlungsratsgemeinde Losuwatka (Христофорівська селищна рада/Chrystoforiwska selyschtschna rada) im Westen des Rajons Krywyj Rih.

## Bevölkerungsentwicklung
| 1959 | 1970 | 1979 | 1989 | 2001 | 2015 |
| ---- | ---- | ---- | ---- | ---- | ---- |
| 4366 | 2448 | 2351 | 2039 | 1583 | 1429 |

Quelle: